# Hrabstwo Middlesex (Kanada)
Hrabstwo Middlesex (ang. Middlesex County) – jednostka administracyjna Kanadyjskiej prowincji Ontario leżąca w południowym Ontario.
Hrabstwo tworzą następujące ośrodki komunalne:
- Adelaide Metcalfe
- London
- Lucan Biddulph
- Middlesex Centre
- Newbury
- North Middlesex
- Southwest Middlesex
- Strathroy-Caradoc
- Thames Centre